# Rebecca Dayan
Rebecca Dayan (Montpellier, 17 de abril de 1984) é uma modelo, atriz e pintora francesa. Ela é mais conhecida por interpretar Sarah Bernhardt no filme Tesla e Elsa Peretti na minissérie Halston.

## Carreira
Aos 18 anos, Rebecca Dayan se mudou de Montpellier para Paris onde iniciou sua carreira de modelo, sendo descoberta pelo estilista Karl Lagerfeld e pelo fotógrafo Peter Lindbergh. Também trabalhou como assistente de design na Sonia Rykiel.
Em 2010, estreou como atriz no filme From Paris with Love. Em 2015, fez sua primeira exposição de quadros chamada "Assumption" na Catherine Ahnell Gallery em Nova Iorque.
Em 2020, interpretou a atriz Sarah Bernhardt no filme biográfico Tesla. Em 2021, interpretou a modelo Elsa Peretti na minissérie Halston. No mesmo ano, entrou para o elenco da décima temporada de American Horror Story, intitulada Double Feature. Em 2022, ela retornou para a décima primeira temporada, intitulada NYC.

## Filmografia

### Cinema
| Ano  | Título                    | Papel                                         | Notas          |
| ---- | ------------------------- | --------------------------------------------- | -------------- |
| 2010 | From Paris with Love      | Assessora do Ministro das Relações Exteriores |                |
| 2011 | Limitless                 | Ela mesma                                     |                |
| 2012 | Celeste and Jesse Forever | Veronica                                      |                |
| 2012 | Random Acts of Violence   | Sofia                                         |                |
| 2013 | Pretty Girls              | Isabel                                        | Curta-metragem |
| 2014 | A Short History of Decay  | Alex                                          |                |
| 2014 | H.                        | Helen                                         |                |
| 2015 | The Childhood of a Leader | Edith                                         |                |
| 2016 | The Neon Demon            | Figurinista                                   |                |
| 2017 | Novitiate                 | Irmã Emanuel                                  |                |
| 2018 | Boomerang                 | Francesa                                      | Curta-metragem |
| 2020 | Tesla                     | Sarah Bernhardt                               |                |
| 2020 | Someone, Somewhere        | Lily                                          | Curta-metragem |
| 2020 | Sept Anges                | Mulher                                        |                |
| 2024 | Bonjour Tristesse         | Frances Webb                                  |                |

### Televisão
| Ano  | Título                                | Papel           | Notas                      |
| ---- | ------------------------------------- | --------------- | -------------------------- |
| 2013 | Elementary                            | Fabiana         | Episódio: "Internal Audit" |
| 2017 | Tour de Pharmacy                      | Fabienne        | Filme de TV                |
| 2021 | Halston                               | Elsa Peretti    | 5 episódios                |
| 2021 | American Horror Story: Double Feature | Maria Wycoff    | 4 episódios                |
| 2022 | American Horror Stories               | Dra. Enid Perle | Episódio: "Facelift"       |
| 2022 | American Horror Story: NYC            | Alana           | 2 episódios                |